# Konfinacija
Konfinacija je prisilno bivanje v določenem kraju.
Tujka, ki je k nam  prišla v uporabo, je prevzeta po zgledu iz nemške besede Konfination, le ta pa iz latinske con-, finis v  pomenu meja in  pomeni:
- kazen z omejitvijo gibanja v kakem kraju ali
- kazenski pregon v kak drug kraj; prisilno bivanje v določenem kraju.